# Macrocarpaea weigendiorum
Macrocarpaea weigendiorum är en gentianaväxtart som beskrevs av Jason Randall Grant. Macrocarpaea weigendiorum ingår i släktet Macrocarpaea och familjen gentianaväxter. Inga underarter finns listade i Catalogue of Life.